# New Minster Charter

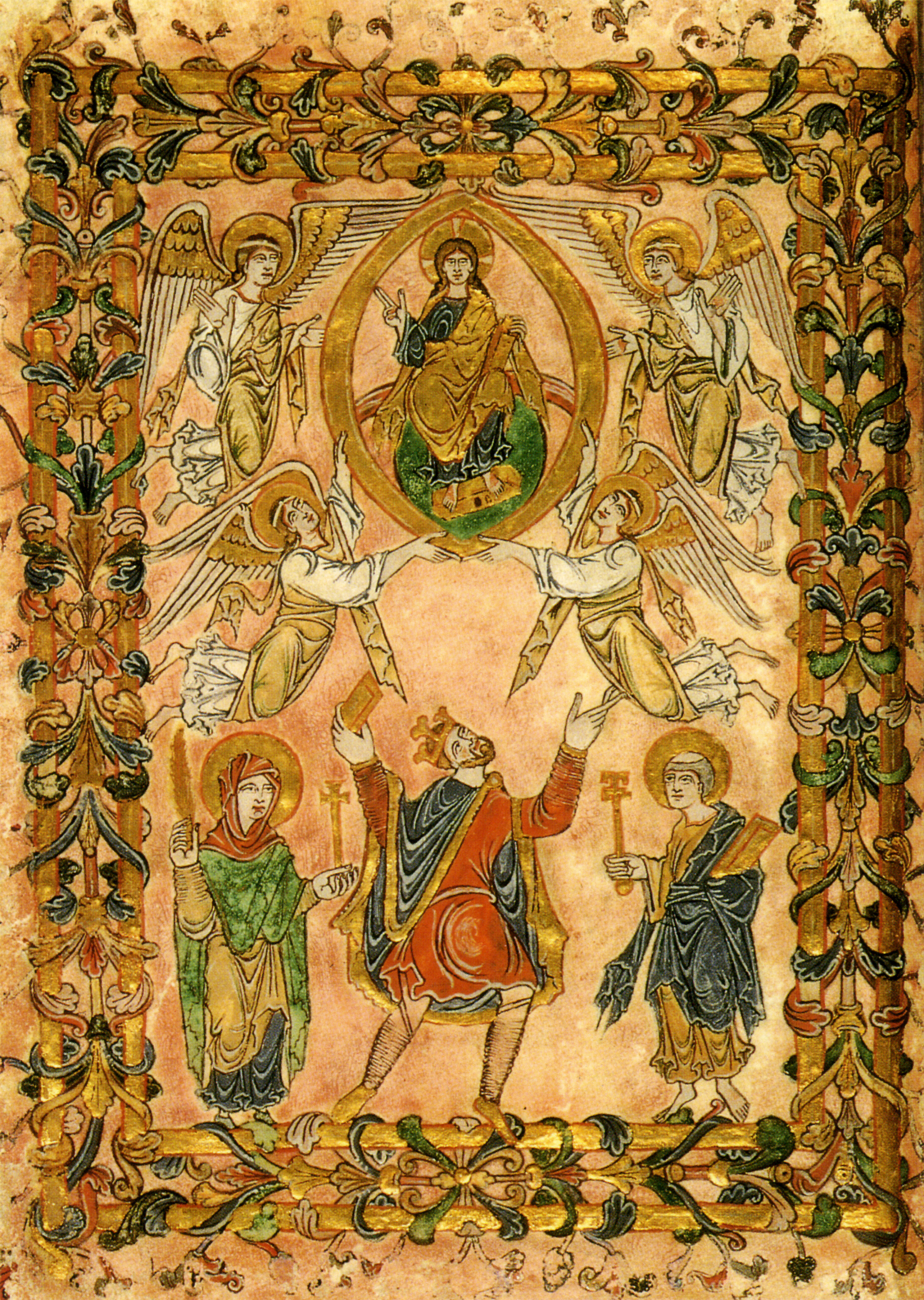
Frontispício da New Minister Charter, Cotton MS Vespasian A VIII

O New Minster Charter é um manuscrito anglo-saxão iluminado que provavelmente foi composto pelo Bispo Æthelwold e apresentado à Nova Igreja em Winchester pelo Rei Edgar no ano 966 EC para comemorar a Reforma Beneditina.

## Objetivo e Conteúdo
Em aproximadamente 963 EC, o Bispo Æthelwold de Winchester exigiu que os monges de New Minster, sob ameaça de despejo, adotassem o governo beneditino. Esta decisão foi tomada com a aprovação do rei Edgar, que reinou na Inglaterra de 959 até sua morte em 975. A carta foi oficialmente criada como um códice para compilar e apresentar as concessões reais que estabeleceram as novas leis da Nova Igreja, que mais tarde se tornaria a Abadia de Hyde. É um dos 34 documentos remanescentes do arquivo pré-Conquista da Nova Catedral, e se destaca como um documento autêntico entre as inúmeras falsificações de seu tempo. O texto consiste em 22 capítulos curtos que descrevem a criação e a queda dos anjos e do homem, e também articula o desejo de Edgar de fazer a vontade de Deus.  Além disso, explica por que Edgar fez a mudança de clérigos seculares para monges beneditinos e faz referência à relação entre o rei e a abadia como um ciclo de proteção contra ameaças espirituais e físicas. Há um número desconhecido de folhas perdidas no manuscrito, cujo conteúdo pode ser meramente especulado.

## Estilo
Embora o uso de letras douradas fosse incomum na Inglaterra, todas as páginas da Carta da Nova Igreja são escritas em ouro, tornando-a única. O estilo insular de letras está presente na carta, que é escrita principalmente em caligrafia redonda Estilo I Anglo-Carolíngio, com grandes letras maiúsculas marcando o início de diferentes seções do texto. Além dessas letras estilizadas, a maioria das páginas escritas não tem outro tipo de iluminação. As únicas exceções verdadeiras são encontradas perto do início da carta. Uma página apresenta o nome do Rei Edgar,  com lavagem azul e borda dourada. O nome do rei, apresentado como 'Eadgar rex', é escrito em maiúsculas quadradas, com o restante da página escrito em unciais. A página oposta contém um grande chi-rho decorado em verde e dourado, e também emoldurado em ouro. O texto da página é escrito inteiramente em maiúsculas quadradas.  O que precede essas páginas é um frontispício elaborado, a única página totalmente iluminada da carta. Também dignas de nota são as cruzes que adornam a lista de testemunhas, algumas preenchidas com ouro e outras apenas contornadas em marrom ou vermelho. O significado dos diferentes estilos de cruzes é especulado para se correlacionar de alguma forma com a importância de cada testemunha, mas não é inteiramente conhecido. Outra característica estilística incomum para a época é a presença de dez frases em prosa rimadas no capítulo II.

## Frontispício
O frontispício da Carta da Nova Igreja retrata o rei Edgar, situado entre a virgem Maria e São Pedro, apresentando a própria carta que a imagem adorna a Cristo para a bênção. Embora Edgar pareça estar ajoelhado, o uso de ouro em seus pés e na orla de sua capa pode ter sido aplicado com a intenção de deixar o rei de pé e voltado para a frente. O uso de um tom raro de púrpura associa a peça com Bizâncio imperial, e a imagem reflete, em parte, o estilo do manuscrito real carolíngio de peças como o Livro de Orações de Carlos, o Calvo. No entanto, ele exibe mais especificamente as marcas registradas do estilo Winchester do século X com seu amplo uso de ouro, bem como a presença de uma borda de folhas de acanto selvagem. The New Minster Charter é o primeiro manuscrito datável no estilo Winchester  embora a Benedictional of St. Æthelwold seja um exemplo mais conhecido do século X.